# 四冠 (日本ハンドボール)
四冠（よんかん）とは、日本ハンドボール界において重要視されている四つの大会（社会人選手権、国体、日本選手権、日本リーグ）を制覇することである。

## 概要
おのおのの大会にはさまざまな制約があり、すべてを制覇することは日本のハンドボール界の頂点に立つことと同意である。学生参加は全日本総合以外ありえず、実業団ハンドボール部を有する企業が存在する地域でない限り国体に勝つことも難しく同時に外国籍の選手が活躍するチームは国体で普段の力が発揮できるわけでもなく四冠を得るというのは特別な意味を持っている。